# Lila Colzani
Luciana Willrich Colzani, mais conhecida como Lila Colzani (Brusque, 6 de agosto de 1965), é uma estilista e empresária brasileira, natural de Santa Catarina. Sua paixão por moda começou na infância, quando desenhava suas próprias roupas. Cursou faculdade de desenho industrial em Curitiba, quando resolveu trancar seus estudos para trabalhar com moda no interior de Santa Catarina. Começou a vida trabalhando na farmácia do pai em Brusque e com o salário ganho investia comprando tecidos para suas criações. Sua primeira máquina de costura foi adquirida de segunda mão com um prêmio de loteria que a mãe ganhou. “Ajudei a fazer os números e ela dividiu o prêmio. Era pouco, uma quadra.”   Nos fundos de uma garagem, fundou sua primeira marca, a Colcci, em 1986, com o ex-marido Jorge Colzani.
Sob seu comando a Colcci tornou-se febre nacional nos anos 90: mais de 200 lojas franqueadas e 3 lojas próprias. Vestiu todos os VJs da MTV, anunciou nas principais revistas e patrocinou grandes eventos. Em 2000, a empresa foi vendida para um grande grupo de moda e Lila continuou como sua diretora criativa. Trouxe Paris Hilton e Lizzy Jagger, começando no ano seguinte uma parceria com Gisele Bündchen, rosto da marca por vários anos seguidos.
Em 2005, no quarto dia do Fashion Rio, foi aplaudida de pé ao apresentar uma coleção para homens e mulheres.
Depois do nascimento do seu terceiro filho, Pedro Volpato, fruto do seu casamento com o seu segundo marido, o modelo Thiago Volpato, a estilista voltou às suas raízes empreendedoras e lançou uma nova marca, a Pistol Star, em 2007.
No ano de 2020, foi apresentadora de moda e tendências pelo canal E! Entertainment, no programa Born to Fashion, que foi ao ar de agosto a outubro do mesmo ano.
Dedica-se a projetos de construção e licenciamento de marcas e consultoria especializada.
Colcci, AMC Têxtil, Hering, Marisol, Pistol Star, Rosa Chá, Pakalolo, Sumemo, Beagle, Index Jeans, são algumas das marcas já confiadas à estilista.